# Élections générales britanniques de 1802
Les élections générales britanniques de 1802 se sont déroulées du 5 juillet 1802 au 28 août 1802. Ces élections sont remportées par le parti tory.